# Суха
Су́ха (словац. Suchá) — река в Словакии, протекающая по территории районов Полтар и Лученец Банска-Бистрицкого края. Длина реки — 34,50 км, площадь водосборного бассейна — 331,517 км².
Исток находится на горе Янашикова-Скала (609 м) Ревуцкой возвышенности на высоте около 570 м над уровнем моря. Река протекает по долине Лученска-Котлина, геоморфологической части Южнословацкой котловины. У деревни Голиша впадает в реку Ипель слева.